# Igor González de Galdeano Aranzábal
Igor González de Galdeano Aranzábal   (Vitòria, 1 de novembre de 1973) va ser un ciclista basc, que fou professional entre 1995 i 2005. Posteriorment va ser director esportiu de l'equip Euskaltel–Euskadi.

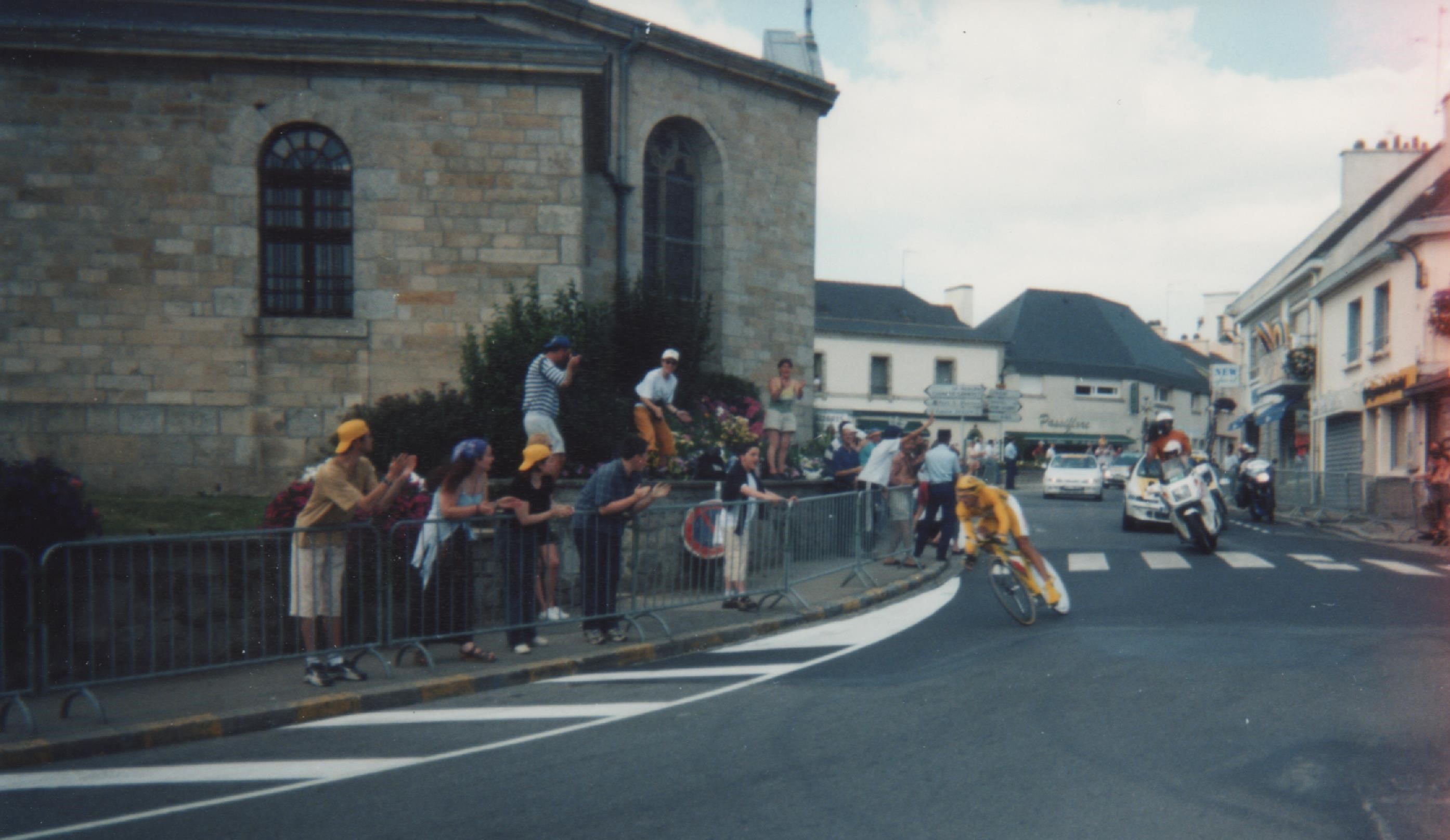
Fotografia de la 9a etapa del Tour de França de 2002 amb Igor González amb el mallot groc de líder.

En el seu palmarès destaquen 3 etapes a la Volta a Espanya, cursa en la qual finalitzà en segona posició el 1999 i quart el 2003. Al Tour de França fou dues vegades cinquè, el 2001 i el 2002. En aquest darrer portà el mallot groc de líder durant set etapes.
És germà del també ciclista Álvaro González de Galdeano Aranzábal.

## Palmarès
- 1997
  - Vencedor d'una etapa de la Vuelta a los Valles Mineros
- 1998
  - 1r a la Clàssica de Sabiñánigo
  - Vencedor d'una etapa de la Volta a Galícia
- 1999
  - Vencedor de 2 etapes de la Volta a Espanya
  - Vencedor d'una etapa de la Tirrena-Adriàtica
- 2001
  - 1r al Gran Premi Mosqueteiros - Rota do Marques i vencedor d'una etapa
  - Vencedor d'una etapa de la Volta a Espanya
  - Vencedor d'una etapa de la Volta a Astúries
- 2002
  -  Campionat d'Espanya de contrarellotge
  - 1r a la Volta a Alemanya
  - Vencedor d'una etapa del Gran Premi del Midi Libre

### Resultats al Tour de França
- 2001. 5è de la classificació general
- 2002. 5è de la classificació general  Porta el mallot groc durant 7 etapes
- 2004. 44è de la classificació general
- 2005. Abandona (9a etapa)

### Resultats a la Volta a Espanya
- 1996. 106è de la classificació general
- 1997. 42è de la classificació general
- 1998. No surt (10a etapa)
- 1999. 2n de la classificació general. Vencedor de 2 etapes.  Porta el mallot or durant 1 etapa
- 2000. Abandona (16a etapa)
- 2001. Abandona (15a etapa)
- 2002. Abandona (14a etapa)
- 2003. 4t de la classificació general.  Porta el mallot or durant 1 etapa
- 2004. 96è de la classificació general
- 2005. 89è de la classificació general